# Платонов Андрій Платонович
Андрій Платонов — літературний псевдонім Андрія Платоновича Климентова (1899, Воронеж, Російська імперія — 5 січня 1951, Москва, Російська РФСР), російського письменника, члена Спілки письменників Росії. Інші псевдоніми письменника: А. Фірсов, Ф. Чєловєков, А. Вагулов.

## Життєпис
Народився 16(28 за старим стилем) серпня 1899 року в Воронежі. Він був старшим із 11 дітей слюсаря-залізничника Платона Климентова та домогосподарки Марії Лобочихіної. Закінчив церковно-парафіяльну школу та Воронезьке чоловіче училище, після чого працював посильним, робітником на заводі.
Навчався у Воронезькому університеті впродовж 1918—1919 років. Спершу — в фізико-математичному відділенні, але після першого курсу перейшов у історико-філологічне. Далі закінчив залізничний політехнікум у 1921 році.
Під час громадянської війни вступив до лав Червоної армії, де обслуговував потяги. Паралельно почав писати для воронезьких часописів статті з філософії та суспільствознавства, вірші та критику. Його ранні твори описували утопічні сподівання від технічного прогресу. В 1920 році Андрій Платонов вступив до Воронезького Союзу пролетарських письменників.
У 1920-і Платонов познайомився зі своєю майбутньою дружиною — студенткою Марією Кашинцевою, родичкою графів Шереметєвих. Вони жили разом, але одружилися лише 1943 року. У них народилися син Платон та дочка Марія. Письменник змінив прізвище з Климентов на Платонов, утворивши його від імені батька. В 1921—1922 роках був головою Надзвичайної комісії в боротьбі із засухою у Воронезькій губернії, пропонував новаторські ідеї щодо меліорації та електрифікації. З його ініціативи в околицях Воронежа збудували декілька електростанцій, він займався ліквідацією неписьменності.
Як письменник став широко відомий за повість «Єпіфанські шлюзи» (1927) про реформи царя Петра І, яку написав під час відрядження в Тамбов. Наприкінці 1920-х — початку 1930-х склався його оригінальний сатиричний стиль. Вийшли друком такі оповідання й памфлети, як «Батьківщина електрики» (1926), «Ямська слобода» (1927), «Місто Градов», «Заповітна людина», «Антисексус», «Лугові майстри» (усі — 1928), «Макар засумнівався» (1929) та інші. В 1930-і його творчість почали часто критикувати за «антирадянщину» та анархо-індивідуалізм.
Після масової критики твори Платонова перестали видавати. Максим Горький домігся, щоб його відправили в 1934 році в Середню Азію з іншими письменниками для збору матеріалів, щоб видати збірку творів з нагоди 10-иріччя Туркменської ССР. Це дещо реабілітувало Платонова в очах критиків.
Його 16-ирічного сина Платона в 1938 році заарештували за «антирадянську агітацію» та відправили на 10 років у табори. В 1940 його звільнили за сприяння Михайла Шолохова, але вже хворого на туберкульоз.
У 1941 році, з початком Німецько-радянської війни, пішов добровольцем до війська, брав участь у боях, але також писав новини для газет і художні твори. З жовтня 1942 працював спеціальним кореспондентом газети «Червона зірка». Воював у Росії, Білорусі та Україні, був контужений.
Наприкінці 1946 року видав оповідання «Повернення», за яке наступного року зазнав звинувачення в «наклепі на радянських людей». Йому заборонили друкувати власні твори і наприкінці 1940-х років Платонов видавав лише літературні обробки російських і башкирських казок для дитячих журналів.
Помер від туберкульозу, яким заразився від сина, 5 січня 1951 року. Письменника поховали на Вірменському цвинтарі Москви.

## Творчість
Андрій Платонов почав писати художні твори під час громадянської війни, в яких описував утопічні перспективи розвитку техніки. Широко відомим став за «тамбовський цикл» творів, написаних у 1926 році під час відрядження до Тамбова. Сюди належать повість «Єпіфанські шлюзи», оповідання «Ефірний тракт», «Місто Градов», «Піщана вчителька» та інші. Останнє оповідання екранізував Андрій Тихонов у 1931 році (фільм не зберігся).
Наприкінці 1920-х Андрій Платонов виробив авторський стиль письма, наповнений неологізмами та каламбурами, зумисним порушенням мовних норм. У цей час він написав роман «Чевенгур» (1929), а потім повість «Котлован» (1930) та «Ювенільне море» (1934), що складають своєрідну трилогію-літопис трагічної сталінської доби. Максим Горський неоднозначно відгукнувся про «Чевенгур», похваливши його мову, а критикуючи затягненість і нечіткість сюжету. В творчості Платонова присутній сумнів у доцільності побудови комунізму чи принаймні в правильності застосування методів, свідком яких був автор у СРСР. Деякі твори є сатирою на комуністичне революціонерство, як у «Чевенгурі», де новостворена комуна розстрілює жителів будинку як «пережиток минулого», а потім демонстративно відмовляється працювати, прикриваючись революційними гаслами.
Критики зазнало також оповідання «Макар засумнівався», герой якого закликав: «Соціалізм треба будувати руками масової людини, а не чиновницькими папірцями наших установ». Леопольд Авербах назвав оповідання «ворожим» і «двозначним». Інші літературні критики відгукнулися про публікацію твору як помилку. Повість «Про запас» (1931) сам Сталін назвав «розповіддю агента наших ворогів». Наприкінці 1930-х років багато видавництв відмовилися друкувати твори Платонова, зокрема, «Котлован», який лишився в рукописі. Нетривалий період його письменницької реабілітації закінчився після видання оповідання «Повернення» (1946), що описувало життя чоловіка, який не знаходить собі місця в суспільстві після повернення з війни.
Більшість книг Платонова у СРСР було видано лише у 1980-ті, за Перебудови. До друку їх підготувала Марія Платонова, донька письменника. Всього написав 127 творів короткої форми, 11 повістей, 2 романи, а також сценарії та численні вірші.
«Котлован» є найвідомішим твором Платонова. Це реалістична антиутопія, де описується будівництво величезного котлована для «загальнопролетарського будинку» — символа щастя, що завершується цілковитим крахом проєкту та загибеллю більшості будівельників.

## Головні твори

### Романи
- Чевенгур (1926-1928)
- Щаслива Москва (рос. Счастливая Москва, 1933-1937)

### Повісті
- Ефірний тракт (рос. Эфирный тракт, 1926-1927)
- Єпіфанські шлюзи (рос. Епифанские шлюзы, 1927)
- Місто Градов (рос. Город Градов, 1927)
- Ямська слобода (рос. Ямская слобода, 1927)
- Про запас (рос. Впрок, 1931)
- Джан (1938)
- Дар життя (рос. Дар жизни, не раніше 1944)
- Котлован[ru] (1930)
- Заповітна людина (рос. Сокровенный человек, 1928)
- Хліб і читання (рос. Хлеб и чтение, 1932)
- Ювенільне море (рос. Ювенильное море, 1933)

### Драматургія
- 14 Червоних хатинок (рос. 14 Красных избушек, 1933)
- Голос батька (рос. Голос отца, 1938-1940)
- Без вісті зниклий, або Хатинка біля фронту (Брос. ез вести пропавший, или Избушка возле фронта, не пізніше 1942)
- Ноїв ковчег (рос. Ноев ковчег, 1951)

### Кіносценарії
- Піщана вчителька (рос. Песчаная учительница, 1927)
- Батько (Отец, ?)

## Вшанування пам'яті
Андрій Платонов є головним героєм роману «Коростишівський Платонов» Олександра Клименка (2010, «Ярославів Вал»). Твір (в авторському перекладі) надруковано на батьківщині Платонова — в журналі «Подъём» (№ 5, 2012, Воронеж), публікацію приурочено до II міжнародного Платонівського фестивалю мистецтв.